# 당신과 찬양을, 김나영입니다
당신과 찬양을, 김나영입니다는 대한민국의 방송국 기독교대구방송의 라디오 채널 대구CBS 표준FM에서 월요일부터 금요일까지는 오전 11시 5분부터 낮 12시 30분까지 방송되는 찬양 음악전문 라디오 프로그램이다.

## DJ
- 김나영 아나운서

## 같이 보기
- 대구CBS 표준FM
- 기독교대구방송

| 대구CBS 표준FM           |                                     |                                    |
| 이전                     | 당신과 찬양을, 김나영입니다         | 다음                               |
| 그대 창가에 알렉스입니다 | 당신과 찬양을, 김나영입니다         | 은혜의 강가로 (평일)               |
| 오전 9시 ~ 오전 11시     | 오전 11시 5분 ~ 낮 12시 30분 (평일) | 낮 12시 30분 ~ 낮 12시 54분 (평일) |
| 정시 CBS 노컷뉴스        | 정시 CBS 노컷뉴스                   | 정시 CBS 노컷뉴스                  |